# 霍梅尼沙赫爾
霍梅尼沙赫爾（波斯語：‎）是伊朗的城市，位於該國中部，由伊斯法罕省負責管轄，距離首都德黑蘭323公里，海拔高度1,596米，2007年人口300,914，居民大多是波斯人。